# نغاي سسوكي
نغاي سسوكي، فيلسوف صيني، ولد سنة 1905، ممثل الخط القويم للعقيدة في الفلسفة الماركسية الصينية. كان مجادلا و شارحا أكثر منه فيلسوفا أصيلا. له كتاب شهير بعنوان الفلسفة الشعبية (1934) أثبت فيه بلغة بسيطة، يفهمها الجمهور الواسع، وبمعونة أمثلة مستقاة من الحياة الاجتماعية الصينية، أن الفلسفة لا ترمي إلى معرفة العالم، بل إلى تغييره. وكان تأثيره كبيرا في الجمهور الصيني، وأسهم بقسط موفور في عقد إزار النصر للأفكار الماركسية في الصين. وكان خصما كبيرا للماركسي التحرري يي تسينغ، كما عارض بقوة المثالية والذرائعية، اللتين حظيتا برواج كبير لدى بعض المفكرين الصينيين، لأنهما تفتقران إلى الدينامية و تهملان المعيار المعصوم للفلسفة الصحيحة في نظره، ألا هو التجربة التحررية.